# Guy Boyd
Guy Boyd (ur. 15 kwietnia 1943 w Du Quoin) – amerykański aktor filmowy, telewizyjny i teatralny.

## Życiorys
Urodził się w Du Quoin w stanie Illinois. Wychowywał się w Chicago. Jego kariera aktorska zaczęła się w 1975, gdy występował w dramatach szekspirowskich i produkcjach na Broadwayu.
Od czasu debiutu w filmie Między wersami (Between the Lines, 1977) z Jeffem Goldblumem, Johnem Heardem, Lindsay Crouse i Stephenem Collinsem, stał się niezawodnym i uznanym aktorem drugoplanowym. Za rolę agresywnego i rwącego się do walki sierżanta Rooneya w dramacie Roberta Altmana Chorągiewki (Streamers, 1983) zdobył nagrodę Złotego Lwa na Festiwalu Filmowym w Wenecji dla najlepszego aktora. W dreszczowcu Briana De Palmy Świadek mimo woli (Body Double, 1984) zagrał postać detektywa Jima McLeana. W serialu telewizyjnym science fiction Czarny skorpion (Black Scorpion, 1995) ze Scottem Valentine pojawił się w roli głównej jako kapitan Henry Strickland.
Był żonaty z Sissy Boyd, z którą ma dwójkę dzieci: córkę Pauline (ur. 6 marca 1979) i syna Johna (ur. 22 października 1981).

## Filmografia

### Filmy
- 1981: Tylko gdy się śmieję jako mężczyzna w barze
- 1983: Oczy ognia jako Marion Dalton
- 1984: Przygoda wśród Ewoków jako Jeremitt Towani
- 1984: Punkt zapłonu jako Bobby Joe Lambasino
- 1984: Czołg jako sierżant Wimofsky
- 1984: Świadek mimo woli jako Jim McLean
- 1985: Cel jako Clay
- 1985: Nóż jako Matthew Barnes
- 1987: Ziemia poza prawem jako Jaws
- 1988: Ciemna strona Słońca jako ojciec
- 1992: Zakonnica w przebraniu jako detektyw Tate
- 1998: Wieczność i jeden dzień jako ksiądz
- 2005: Oby do wiosny jako myśliwy
- 2007: Rodzina Savage jako Bill Lachman
- 2011: Skok Henry’ego jako Bernie
- 2014: Foxcatcher jako Henry Beck

### Seriale TV
- 1977: Barnaby Jones jako Reed
- 1979: Hawaii Five-O jako Gary Carter
- 1981: Ryan’s Hope jako Hawkins
- 1982: M*A*S*H jako sierżant Lally
- 1983: Detektyw Remington Steele jako Simpson
- 1983: Posterunek przy Hill Street jako „Irlandczyk” Bobby Shields
- 1983-1984: Detektyw Remington Steele jako major Percy Descoine
- 1983: Cagney i Lacey jako Karl
- 1986: Na wariackich papierach jako Alan Tupperman
- 1986: Strefa mroku jako Mark Ritchie
- 1986-1988: Policjanci z Miami jako Frank Hackman
- 1987: Projektantki jako Shelby Tate
- 1988: Crime Story jako Senator Baxter
- 1990: Matlock jako Bret Howell
- 1990: Roseanne
- 1990–1991: Knots Landing jako Dick Lochner
- 1992: Zagubiony w czasie jako John Stoddard
- 1993: Doktor Quinn jako Loren Bray
- 1994: Strażnik Teksasu jako pan Parsons
- 1995: Napisała: Morderstwo jako Whitey Deaver
- 1996: Beverly Hills, 90210 jako Gerald Keats, ojciec Susan
- 1999: Prezydencki poker jako Stanley
- 2000: Prawo i bezprawie jako pan Beltran
- 2004: Prawo i porządek: Zbrodniczy zamiar jako Burton Foche
- 2005: Prawo i bezprawie jako Elston Norrell
- 2006: Guiding Light jako Atticus
- 2008: Prawo i porządek: Zbrodniczy zamiar jako detektyw
- 2010: Terapia jako doktor
- 2016: Młody papież jako arcybiskup Kurtwell
- 2017: Kości jako Philip Aubrey
- 2018: Ostre przedmioty jako Clyde
- 2019: Na cały głos jako Chet Collier